# York (Nebraska)
York és una població dels Estats Units a l'estat de Nebraska. Segons el cens del 2000, tenia 8.081 habitants.

## Demografia
Segons el cens del 2000, York tenia 8.081 habitants, 3.304 habitatges i 2.101 famílies. La densitat de població era de 553,2 habitants per km².
Dels 3.304 habitatges en un 29% vivien nens de menys de 18 anys, en un 53,3% vivien parelles casades, en un 7,8% dones solteres, i en un 36,4% no eren unitats familiars. En el 31,5% dels habitatges vivien persones soles, el 16,4% de les quals corresponia a persones de 65 anys o més que vivien soles. El nombre mitjà de persones que vivien en cada habitatge era de 2,31 i el nombre mitjà de persones que vivien en cada família era de 2,9.
Per edats la població es repartia de la següent manera: un 23,7% tenia menys de 18 anys, un 11,7% entre 18 i 24, un 24% entre 25 i 44, un 22,4% de 45 a 60 i un 18,2% 65 anys o més.
L'edat mediana era de 38 anys. Per cada 100 dones de 18 o més anys hi havia 86,6 homes.
La renda mediana per habitatge era de 36.069 $ i la renda mediana per família, de 45.544 $. Els homes tenien una renda mediana de 31.014 $ mentre que les dones, de 20.086 $. La renda per capita de la població era de 17.813 $. Aproximadament el 6,3% de les famílies i el 9,2% de la població estaven per davall del llindar de pobresa.

## Poblacions més properes
El següent diagrama mostra les poblacions més properes.